# Thyas mainensis
Thyas mainensis är en kvalsterart som beskrevs av Herbert Habeeb 1954. Thyas mainensis ingår i släktet Thyas och familjen Thyasidae. Inga underarter finns listade i Catalogue of Life.